# Barnett-Gletscher
Der Barnett-Gletscher ist ein Gletscher in den Anare Mountains im nördlichen Viktorialand. Er fließt ostwärts entlang der Südseite des Tapsell Foreland in das Smith Inlet an der Pennell-Küste.
Der United States Geological Survey kartierte ihn mittels Vermessungsarbeiten und mithilfe von Luftaufnahmen der United States Navy zwischen 1960 und 1963. Das Advisory Committee on Antarctic Names benannte ihn 1964 nach Donald C. Barnett, der als Mitglied der Mannschaft des United States Antarctic Research Program zwischen 1962 und 1963 geodätische Vermessungen im Gebiet zwischen Kap Hallett und den Wilson Hills sowie vom Fuß des Beardmore-Gletschers bis zu den Horlick Mountains durchgeführt hatte.